# Kadapiku (Kadrina)
Kadapiku – wieś w Estonii, w prowincji Virumaa Zachodnia, w gminie Kadrina.